# إطلاق النار في لاس فيغاس (2017)
في ليلة 1 أكتوبر 2017 بحدود الساعة 22:08 حسب التوقيت المحلي، أطلق الأمريكي ستيفن بادوك النار من غرفة فندق على حاضري الدورة السنوية الرابعة لمهرجان هارفست 91 لموسيقى الكانتري في لاس فيغاس ستريب، ببارادايس  وخلف الهجوم 61 قتيلًًا ومئات الجرحى ويعتبر حادث إطلاق النار هذا هو الأكثر دموية في تاريخ الولايات المتحدة.

## الحادثة

تم إطلاق النار من الطابق 32 من فندق ماندالاي باي في لاس فيغاس

## منفذ الهجوم

ستيفن بادوك

كشفت التقارير الأولية أن منفذ الهجوم يدعى ستيفن بادوك وهو طيار أمريكي يبلغ من العمر 64 عاماً كان لديه ترخيص لمزاولة المهنة، ويهوى الصيد، ولم يكن له سجل إجرامي أو جنائي على الإطلاق بعكس والده بنجامين هوسكين بادوك الذي كان أحد أبرز المطلوبين للعدالة في الولايات المتحدة خلال النصف الثاني من القرن الماضي.

## تبني العملية
في يوم 2 أكتوبر 2017 أعلن تنظيم «داعش» مسؤوليته عن الهجوم الذي وقع في مدينة لاس فيغاس الأمريكية وأسفر عن مقتل 58 شخصا وإصابة أكثر من 500 آخرين ونقلت وكالة «رويترز» عن مسؤولين أمريكيين رفيعي المستوى إشارتهما إلى غياب أي أدلة تثبت ادعاءات التنظيم بشأن وقوفه وراء الحادثة.

## ردود الفعل

### المحلية
- عبر الرئيس دونالد ترامب عن تعازيه لذوي ضحايا إطلاق النار في لاس فيغاس والذي أودى بحياة أكثر من 50 شخصا وإصابة 400 آخرين، مشيدا بتعامل الشرطة المحلية والذي قال إنه أنقذ حياة آخرين في موقع الاعتداء.[4]
- قالت وزير الخارجية الأمريكية السابقة «هيلاري كلينتون»، في سلسلة تغريدة على حسابها الرسمي بموقع التواصل الاجتماعي «تويتر» اليوم، الإثنين: «لاس فيجاس قلوبنا جميعًا معكِ، إن جميع الضحايا والمصابين متأثرون بهذه المذبحة الشنيعة».[5]
- قال الرئيس الأمريكي الأسبق باراك أوباما خلال تغريده نشرها عبر صفحته الرسمية على موقع التواصل الاجتماعي تويتر، إنه يصلي هو وزوجته ميشيل للضحايا الذي راحوا نتيجة حادث لاس فيغاس.[6]

### الدولية
- السعودية: أدانت المملكة العربية السعودية، حادث إطلاق النار بمدينة لاس فيجاس في ولاية نيفادا الأمريكية، والذي أسفر عن 58 قتيلا على الأقل وإصابة أكثر من 500 آخرين.[7]
- الإمارات العربية المتحدة: أكدت وزارة الخارجية الإماراتية «الموقف الثابت لدولة الإمارات العربية المتحدة من الإرهاب والعنف بكافة أشكاله». وأعربت الوزارة عن أسفها الشديد لسقوط العديد من الضحايا مؤكدة تضامن الإمارات مع الحكومة الأمريكية.[8]
- مصر: أدانت مصر، اليوم الإثنين، هجوم إطلاق النار بمدينة لاس فيجاس الأمريكية والذي أسفر عن مقتل 58 شخصًا وإصابة 500 على الأقل.[9]
- العراق: أدانت الحكومة العراقية في بيان لها، هجوم لاس فيغاس الذي أسفر عن مقتل أكثر من 50 شخصا وإصابة المئات.[10]
- اليمن: دانت الحكومة اليمنية بشدة الهجوم الذي أسفر عن مقتل ما لا يقل عن 50 شخصا وجرح مئات آخرين في مدينة لاس فيغاس الأمريكية.[11]
- تركيا: دانت تركيا بشدة الهجوم الإرهابي الذي وقع في مدينة لاس فيغاس الأمريكية وأدى لمقتل أكثر من 50 شخص وإصابة المئات.[12]
- المملكة المتحدة: أدانت رئيسة الوزراء البريطانية تريزا ماى الهجوم الذي شهدته مدينة لاس فيجاس الأمريكية، ووصفته ب «المروع».[13]